# 1986 у літературі

## Нагороди
- Букерівська премія: Кінгслі Еміс, «Старі чорти»
- Премія Неб'юла за найкращий роман: Орсон Скотт Кард, «Speaker For the Dead»
- Премія Неб'юла за найкращу повість: Люсіус Шепард, «R&R»
- Премія Неб'юла за найкраще оповідання: Ґреґ Беар, «Дотичні»

## Народились
- ? — Драган Георгієвський, македонський письменник, який пише оповідання.

## Померли
- 10 січня — Ярослав Сайферт, чеський письменник (народився в 1901).
- 7 лютого — Френк Герберт, американський письменник-фантаст (народився в 1920).
- 17 лютого — Джідду Крішнамурті, індійський філософ та письменник (народився в 1895).
- 12 квітня — Валентин Петрович Катаєв, російський, радянський письменник (народився в 1897).
- 14 червня — Хорхе Луїс Борхес, аргентинський прозаїк, поет і публіцист (народився в 1899).

## Нові книжки
- Сліпий годинникар — науково-популярна книга британського еволюціоніста Річарда Докінза.
- Голос тих, кого немає (англ. Speaker for the Dead) — науково-фантастичний роман Орсона Скотта Карда.
- Червоний шторм піднімається — роман Тома Кленсі.
- Москва 2042 — роман Володимира Войновича.
- Воно — роман Стівена Кінга.
- Фіаско — роман Станіслава Лема.
- Мандрівний замок Хаула — роман Діани Вінн Джонс.